# Alcioneu
Alcioneu (em grego Άλκυονεύς) na mitologia grega foi um dos gigantes, filho de Gaia (a Terra) e de Urano (o Céu). Foi morto por Héracles quando atacava sua comitiva após o décimo trabalho - roubo do gado de Gerião.

## Mitos
Alcioneu tinha uma força terrível e foi um dos líderes da Gigantomaquia. Foi ferido por uma flecha de Héracles, tão logo caiu ao solo mas voltou a se levantar, pois era imortal enquanto permanecia em sua terra natal, Palene (ou, segundo outras versões, Phlegrae). Atena informou isto ao herói, que arrastou o gigante para fora da sua terra natal, e assim ele morreu.
Segundo Robert Graves, o roubo do gado de Hélio por Alcioneu é uma versão mais antiga do mito de Héracles e o roubo do gado de Gerião.
Conta-se ainda que Alcioneu apoderou-se do istmo de Corinto justo quando Héracles fugia com o gado de Gerião. Atacou a comitiva do herói, lançando uma enorme rocha que esmagou de uma vez doze carretas e vinte e quatro dos homens de Héracles. O herói, com sua clava, rebateu a pedra com sua clava, matando assim ao gigante.
Segundo Píndaro (Nemeas iv.44), o bloco com que o gigante havia atentado contra a vida de Héracles podia ainda ser vista no istmo até tempos bem recentes. Numa outra passagem (Ístmicas vi.45 y sig.), Píndaro descreve Alcioneu como um pastor trácio e situa esta luta nas planícies dos Campos Flégreos.
As doze filhas de Alcioneu, as Alciônides, se lançaram ao mar desesperadas pela morte de seu pai, transformando-se então em alcíones (um pássaro semelhante ao martim pescador).